# Lo que el cielo no perdona

Lo que el cielo no perdona es una telenovela mexicana de corte infantil producida por Fernando Chacón para la cadena Televisa en 1982. Fue protagonizada por Enrique Álvarez Félix, Blanca Guerra y el niño Luis Mario Quiroz.

## Argumento
Toño es un simpático niño huérfano quien, junto a su fiel perro Simón decide viajar a la gran ciudad, pues descubre que allí vive su verdadero padre, por lo que en realidad no es huérfano. Descubre que éste es un hombre muy rico pero que está muy enfermo. Sus malvados parientes saben que el niño heredará todo cuando el padre muera, por lo que al llegar a la casa de su padre éstos lo tratan muy mal y lo hacen pasar como el hijo de la sirvienta, pero a toda costa quieren deshacerse de él. Pero Toño encontrará apoyo y cariño en Isabel, una joven que lo cuida y lo protege como si fuera su propio hijo. Marcelo es un hombre que también trata mal al niño, pero al enamorarse de Isabel cambia y se encariña con el niño. El padre muere y Marcelo se entera de que los parientes quieren secuestrar al niño. Allí lo defiende y lo saca de la casa, pero esto provoca que Marcelo sea el secuestrado y termina muerto. Toño huirá junto a Isabel y Simón pero después de tantas desgracias finalmente recuperará lo que le pertenece.

## Elenco
- Luis Mario Quiroz - Toño
- Enrique Álvarez Félix - Marcelo
- Blanca Guerra - Isabel
- Mónica Prado - Martha
- Rosa María Moreno - Serafina
- Javier Marc - Gerardo
- Ana Silvia Garza - Bárbara
- Sara Guasch - Prudencia
- Patricia Montero - Leonor
- Adriana Parra - Teodosia
- Merle Uribe - Rebeca
- Alberto Sayán - Luis Alvarado
- Queta Carrasco - Milagros
- Oscar Traven - Reynaldo
- Margot Wagner - Remedios
- Carlos Riquelme - Don Andrés
- Antonio Bravo
- Manuel Saval
- José Roberto Hill
- Arlette Pacheco